# Giovanni Panico
Giovanni Panico (Tricase, 12 de abril de 1895 - Tricase, 7 de julho de 1962) foi um cardeal italiano da Igreja Católica. Serviu como núncio em vários países ao longo de sua carreira e foi criado cardeal em 1962.

## Vida
Giovanni Panico estudou em Ugento e Roma as matérias de teologia católica e filosofia e recebeu em 14 de março de 1919, o sacramento de Ordens Sagradas. Depois de mais estudos, ingressou em 1922 no serviço diplomático do Vaticano. De 1923 a 1927 ele trabalhou para a Nunciatura Apostólica na Colômbia, de 1927-1931 para a Nunciatura Apostólica na Argentina, de 1931-1933 para a Nunciatura Apostólica na Alemanha e de 1933 a 1935 para a Nunciatura Apostólica na Tchecoslováquia.
Em 17 de outubro de 1935, o Papa Pio XI nomeou-o o Arcebispo titular de Iustiniana Prima e Delegado Apostólico na Austrália. A ordenação episcopal ele recebeu em 8 de dezembro do mesmo ano por Cardeal Pietro Fumasoni Biondi; Os co-consagradores foram o Arcebispo Bartolomeo Cattaneo e Domenico Spolverini. Em 1937, o Papa Pio XI o enviou como legado papal a Sydney na Assembléia Plenária dos Bispos da Nova Zelândia e Austrália.
Papa Pio XII nomeou-o Núncio Apostólico no Peru em 28 de setembro de 1948 e Delegado Apostólico no Canadá em 14 de novembro de 1953. Em 24 de janeiro de 1959, confiou-lhe o Papa João XXIII com a direção da Nunciatura Apostólica em Portugal. Giovanni Panico foi admitido em 19 de março de 1962 como cardeal sacerdote na igreja titular de Santa Teresa al Corso d'Itália no Colégio dos Cardeais.
Ele morreu em 7 de julho de 1962 em sua terra natal, onde também foi enterrado.